# Ersa (zeiță)
În mitologia greacă, Ersa /ˈɜrsə/ sau Herse /ˈhɜrˌsiː/ ( greacă veche Ἔρσα Érsa, Ἕρση Hérsē , literalmente "roua") este zeița rouăi și fiica lui Zeus și a Lunii (Selene), sora Pandiei și sora vitregă a celor 50 de fiice ale lui Endymion. 